# Coalhurst
Coalhurst är en ort i Kanada.   Den ligger i provinsen Alberta, i den södra delen av landet, 2 800 km väster om huvudstaden Ottawa. Coalhurst ligger 933 meter över havet och antalet invånare är 1 552.
Terrängen runt Coalhurst är platt. Närmaste större samhälle är Lethbridge, 9,7 km sydost om Coalhurst.
Trakten runt Coalhurst består i huvudsak av gräsmarker. Runt Coalhurst är det tätbefolkat, med 369 invånare per kvadratkilometer.